# 拜爾卡爾峰

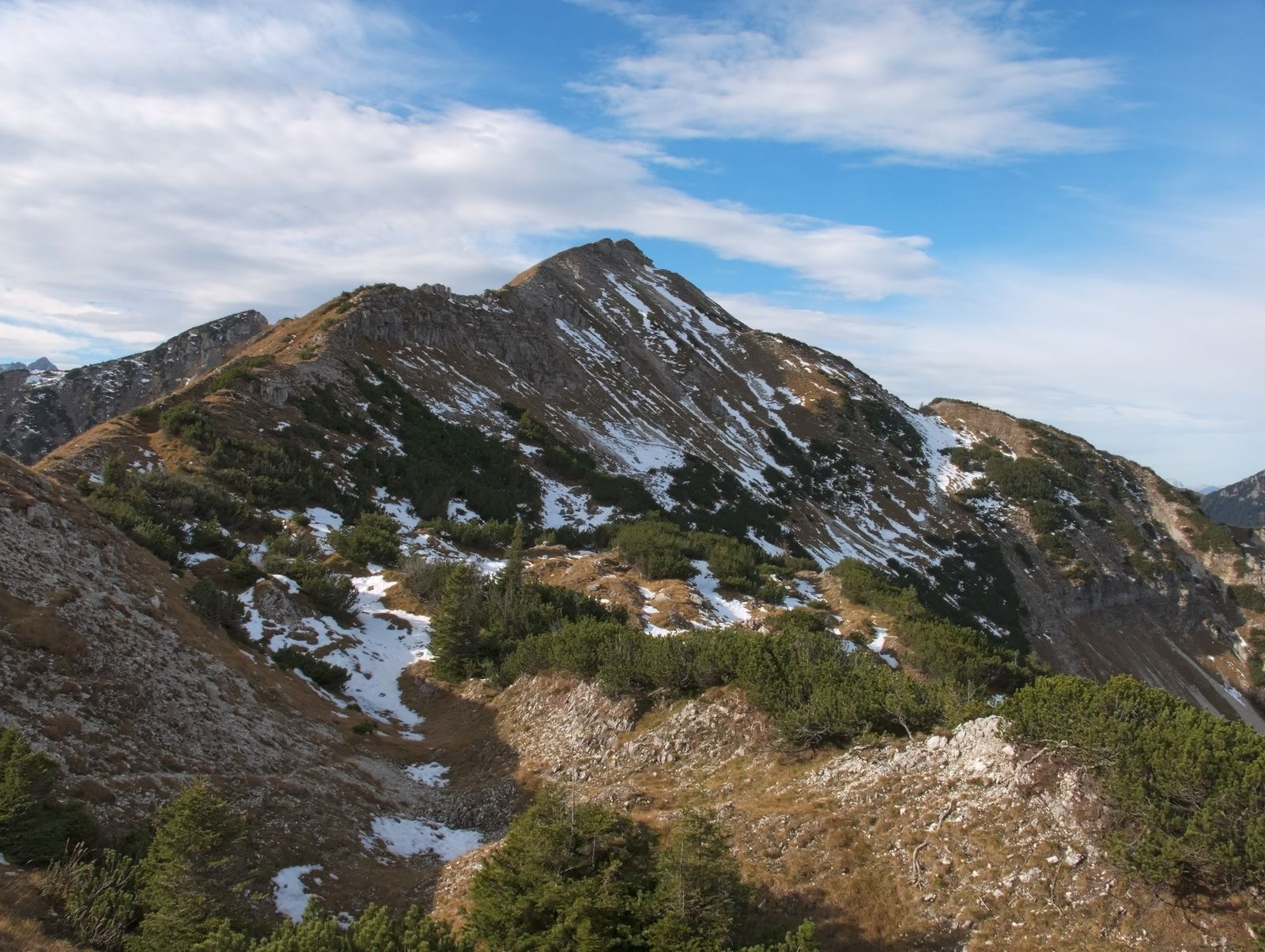

拜爾卡爾峰（德語：Baierkarspitze），是德國的山峰，位於該國東南部，由巴伐利亞負責管轄，屬於卡爾文德爾山脈中索伊恩山脈的一部分，海拔高度1,909米，每年平均降雨量1,666毫米。